# Robert Potocki
Robert Potocki (ur. 1969) – polski historyk, geoanalityk, politolog i ukrainoznawca.
Ukończył historię na Wydziale Nauk Humanistycznych Katolickiego Uniwersytetu Lubelskiego, tam też doktoryzował się w 1998. Stypendysta Komitetu Badań Naukowych i Fundacji Nauki Polskiej. Od 1999 adiunkt w Instytucie Politologii Uniwersytetu Zielonogórskiego; kierownik Pracowni Badań Wschodnich Instytutu Geopolityki w Częstochowie i redaktor naczelny biuletynu Geopolityka; członek rady redakcyjnej Wrocławskiego Przeglądu Międzynarodowego; współzałożyciel Polskiego Towarzystwa Geopolitycznego, w latach 2008–2009 jego wiceprezes; współpracownik Instytutu Europy Środkowo-Wschodniej w Lublinie oraz Południowo-Wschodniego Instytutu w Przemyślu.
	Jest on autorem ponad 130 publikacji naukowych z zakresu ukrainoznawstwa, studiów strategicznych, geopolityki i współczesnej myśli politycznej. Pisał on m.in. w: Athenaeum, Biuletynie Ukrainoznawczym, Dziejach Najnowszych, Geopolityce, Międzynarodowym Przeglądzie Politycznym, Przeglądzie Wschodnim, Stosunkach Międzynarodowych, Warszawskich Zeszytach Ukrainoznawczych, Wrocławskich Studiach Politologicznych i Zeszytach Historycznych.
Do jego najważniejszych publikacji o charakterze zwartym należą: Idea restytucji Ukraińskiej Republiki Ludowej (Lublin 1999); Polityka Państwa Polskiego wobec zagadnienia ukraińskiego w latach 1930-1939 (Lublin 2003); Pokojowa rewolucja jako instrument zmiany politycznej w krajach postkomunistycznych na przełomie XX i XXI wieku (Zielona Góra 2006); Twórcy współczesnej analizy politycznej: wybór źródeł (Zielona Góra 2007); Polska bibliografia pomarańczowej rewolucji (Częstochowa 2008); Lekcja Majdanu: Czasopiśmiennictwo polskie wobec pomarańczowej rewolucji (Częstochowa 2008); W kręgu polityki (Zielona Góra 2009) oraz Wojna sierpniowa (Warszawa 2009).